# 特爾內奧茲
43°24′N 42°55′E / 43.400°N 42.917°E
特爾內奧茲（俄语：Тырныау́з）是俄羅斯卡巴爾達-巴爾卡爾共和國西南部的一個城市，位於巴克桑河畔，距首府納爾奇克西南89公里。2002年人口21,092人。
1955年建市。